# Лі Сон Ок
Лі Сон Ок (2 лютого 1981) — південнокорейська хокеїстка на траві.
Учасниця Олімпійських Ігор 2004, 2008, 2012 років.
Срібна призерка Азійських ігор 2002, 2010 років.
Переможниця Азійського Трофею чемпіонів 2010 року.